# A Sister's Love (film 1912)
A Sister's Love è un cortometraggio muto del 1912 diretto da D.W. Griffith.

## Produzione
Il film fu prodotto dalla Biograph Company. Venne girato a New York.

## Distribuzione
Distribuito dalla General Film Company, il film - un cortometraggio di una bobina - uscì nelle sale cinematografiche statunitensi l'8 febbraio 1912.
Non si conoscono copie ancora esistenti della pellicola che viene considerata presumibilmente perduta.